# Телешеу
Телешеу (рум. Teleșeu) — село в Оргіївському районі Молдови. Утворює окрему комуну.

## Населення
За даними перепису населення 2004 року у селі проживали 1344 особи.
Національний склад населення села:
| Національність       | Кількість осіб | Відсоток   |
| -------------------- | -------------- | ---------- |
| молдавани румуни     | 1294 15        | 96,3% 1,1% |
| українці             | 17             | 1,3%       |
| цигани               | 10             | 0,7%       |
| росіяни              | 6              | 0,4%       |
| болгари              | 1              | 0,1%       |
| інша / без відповіді | 1              | 0,1%       |
| Всього               | 1344           | 100%       |